# Néac
Néac – miejscowość i gmina we Francji, w regionie Nowa Akwitania, w departamencie Żyronda.
Według danych na rok 1990 gminę zamieszkiwały 463 osoby, a gęstość zaludnienia wynosiła 67 osób/km² (wśród 2290 gmin Akwitanii Néac plasuje się na 739. miejscu pod względem liczby ludności, natomiast pod względem powierzchni na miejscu 1287.).